# Onthophagus ferrari
Onthophagus ferrari är en skalbaggsart som beskrevs av Matthews 1972. Onthophagus ferrari ingår i släktet Onthophagus och familjen bladhorningar. Inga underarter finns listade i Catalogue of Life.